# Legenda a láthatatlan Kityezs városáról és Fevronyija szűzleányról
A Legenda a láthatatlan Kityezs városáról és Fevronyija szűzleányról (eredeti címén Сказание о невидимом граде Китеже и деве Февронии) Nyikolaj Andrejevics Rimszkij-Korszakov 1907. február 20-án, Szentpétervárott bemutatott négyfelvonásos operája.

## Az opera története
Vlagyimir Ivanovics Belszkij és Nyikolaj Rimszkij-Korszakov 1898-ban kezdett el gondolkozni egy, az ortodox vallás erejét középpontba állító opera tervén. A külső körülmények közrejátszása folytán Belszkij csak 1902-ben kezdett el dolgozni a szövegkönyvön, azonban az elkészült librettó éles ellentétben állt a zeneszerző elképzeléseivel. Belszkij ugyanis egy statikus, már-már oratóriumszerű, a gondolati mondanivalót középpontba állító szöveget írt. Rimszkij-Korszakov ezzel szemben egy látványos, meseszerű történetet akart színpadra vinni, amelyben az eszmei mondanivaló és a valós történet egyidejűleg, egymás mellett van jelen. Így hát közösen újra átgondolták az egész operát. Közös fáradozásaik eredményeképpen 1905-re elkészült a szövegkönyv végleges változata, majd ennek nyomán két évvel később a darab zenéje. A komponálást hátráltatta az 1905-ös forradalom. A zeneszerző ugyanis rokonszenvezett a forradalom eszméivel, így annak leverése után jó pár hónapig mellőzték a színházi életben.
Az ősbemutató hatalmas közönségsikert aratott, ennek ellenére a darabot számos kritika érte. A rendező már a premier másnapján hangot adott kifogásainak Fevronyija szólamát illetően, amit a zeneszerző drámai szopránra komponált, de a lány ártatlan jelleméhez szerinte jobban illett volna a lírai szoprán. Sok kritikusnak nem tetszett a mű valószínűtlensége, a mítosz és a valóság keveredése. Az 1917-es fordulatot, a bolsevikok hatalomra kerülését követően, Szergej Mitrofanovics Gorogyeckij teljesen átírta a szövegkönyvet. Az új változatban a csodaszerű elemekről a nép függetlenségi harcára terelődött a hangsúly, a tatárokat pedig nem a semmiből hirtelen kiemelkedő város képe, hanem az orosz katonaság ereje késztette megfutamodásra. Vszevolod ebben a változatban nem hal meg, csak megsebesül, így nemcsak Fevronyija képzeletében veheti feleségül választottját. A magasztos hangú művet Gorogyeckij egy szokványos, szentimentális-hazafias, a szovjet propagandát kiszolgáló operává alakította át. A darabot azonban ebben a formában sem tűzték gyakran műsorra.
Közben sor került 1908-ban a moszkvai, 1926-ban a barcelonai, a londoni és a párizsi bemutatóra (két utóbbi városban koncertszerűen), és Rigában is színre vitték. 1929-ben lezajlott a Buenos Aires-i bemutató, 1932-ben pedig sor került egy koncertszerű előadására Michiganben is. 1933-ban olasz nyelven a Scalában is bemutatták. Később színre került Brnóban (1934), Duisburgban (1935), Zágrábban (1935), New Yorkban (1936) és Berlinben is (1937). Az 1960-as években műsorra tűzték Rómában (1960), Kölnben (1968), Grazban (1969), majd 1983-ban Bostonban.

## Az opera szereplői és helyszínei
| Szereplő                                        | Hangfekvés   |
| ----------------------------------------------- | ------------ |
| Jurij Vszevolodovics herceg, Kityezs uralkodója | basszus      |
| Vszevolod herceg, a fia                         | tenor        |
| Fevronyija                                      | szoprán      |
| Griska Kutyerma                                 | tenor        |
| Fjodor Pojarok, Jurij herceg bizalmasa          | bariton      |
| Jurij herceg apródja                            | mezzoszoprán |
| Egy gazdag kityezi                              | tenor        |
| Egy másik gazdag kityezsi                       | basszus      |
| Guszlijátékos                                   | basszus      |
| Az éneklő koldus                                | bariton      |
| Begyaj, a tatárok parancsnoka                   | basszus      |
| Burundaj, a tatárok másik parancsnoka           | basszus      |
| Medvetáncoltató                                 | tenor        |
| Szirin, mesebeli látnok madár                   | szoprán      |
| Alkonoszty, mesebeli látnok madár               | alt          |

- Történik: Oroszországban, Kityezs városában és környékén a 13. században.
- Az opera helyszínei: I. felvonás: erdő a Volga menti Kis-Kityezs szomszédságában; II. felvonás: a kis-kityezsi piactér a Volga bal partján; III. felvonás: 1. kép. Tér Nagy-Kityezs főszékesegyháza előtt, 2. kép. A tatárok tábora a Szvetlij-Jar-tó partján; IV. felvonás: 1. kép. A keresnyeci erdőben, 2. kép. Nagy-Kityezs főszékesegyháza előtt.
- Játékidő: 3 óra.

## Az opera cselekménye

### I. felvonás
Vszevolod egy vadászat alkalmával eltévedt az erdőben, egy medve megtámadta és megsebesítette. Találkozik Fevronyijával, az erdő gyermekével, aki születése óta a vadonban él. Ő ismeri a gyógynövényeket, és ellátja a herceg sebét. Vszevolod beleszeret a szép lányba, akinek rövid időn belül megkéri a kezét. Fevronyijának is megtetszett a herceg, de eleinte ingadozik, majd igent mond. Egyszer csak kürtszó hallatszik, s bevonul a herceg kísérete. Fevronyija tőlük tudja meg, hogy ki is valójában a kérője. Vszevolod előreindul, hogy értesítse döntéséről az apját, Fevronyiját pedig hű embereire bízza, hogy kísérjék illő pompával Nagy-Kityezsbe.

### II. felvonás

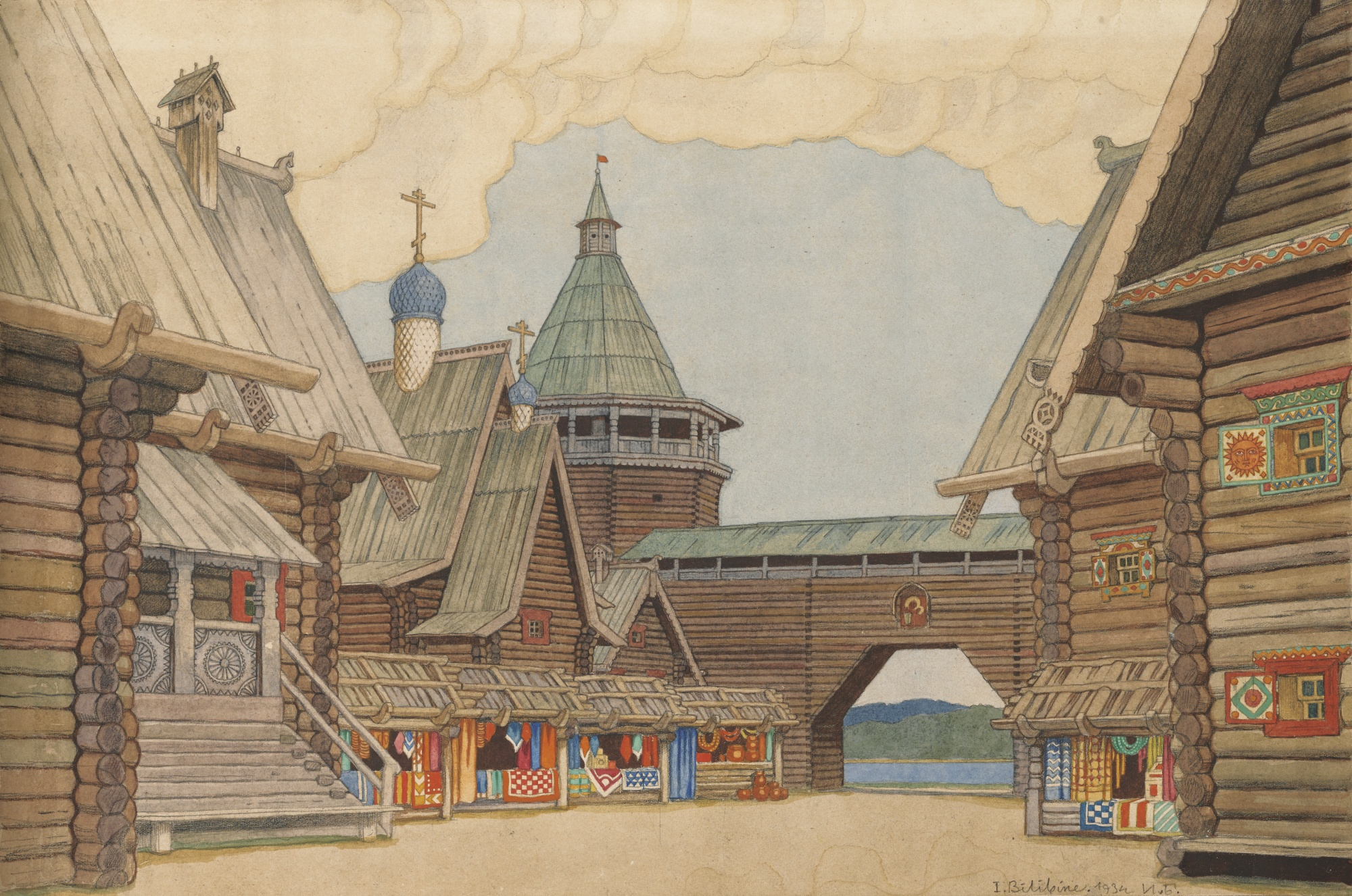
Ivan Jakovlevics Bilibin díszletterve az opera II. felvonásához

Kis-Kityezs utcái a herceg közelgő esküvőjétől hangosak. A nagy forgatagban egymást váltják az események. Megjelenik egy énekmondó, és a városnak sötét jövőt jósol, majd feltűnik a medvetáncoltató alakja. Néhány városlakó azonban nem örül uralkodójuk közelgő esküvőjének. Nem értik, hogy a herceg miért egy ilyen alacsony sorból származó lányt akar feleségül venni. Felbérelik a részeges Griska Kutyermát, hogy szégyenítse meg a menyasszonyt. Mikor azonban Griska a lányt kísérő karaván elé lép azzal a szándékkal, hogy kigúnyolja Fevronyija tudatlanságát, a lány felháborodott kísérői elfogják. Már éppen nekikezdenének, hogy jól móresre tanítsák, amikor Fevronyija közbelép és emlékezteti őket a felebaráti szeretetre. Kutyermához is igyekszik barátságos lenni, de a nem várt szívélyesség csak még jobban feltüzeli a férfit. Még ádázabbul gyürkőzik neki, hogy teljesítse feladatát, ám ekkor hirtelen tatár csapatok szállják meg a várost. Nagy-Kityezsbe, a mesés gazdagságáról híres hercegi uradalomba igyekeznek, Fevronyiját és Kutyermát is elfogják. A férfit fenyegetéssel ráveszik, hogy mutassa meg nekik a Nagy-Kityezsbe vezető utat. Kutyerma elmondja nekik az utat, de ezután azt hazudja mindenkinek, hogy Fevronyija volt az áruló. A lány azért imádkozik, hogy a jó Isten védje meg szerelme városát, változtassa azt halhatatlanná.

### III. felvonás
1. kép: Fjodor Pojarokot a tatárok elfogták és megvakították, majd szabadon engedték. Most a tatár had kegyelmet nem ismerő pusztításáról mesél Nagy-Kityez lakóinak, és azt tanácsolja az uralkodónak, hogy vegye fontolóra a behódolást. Ezután elmondja, hogy Fevronyija elárulta az ellenségnek, hogyan juthatnak el a városba, de Vszevolod nem hisz neki. Magát és a seregét az égiek oltalmába ajánlja, majd megszervezi a város védelmét. Ekkor csoda történik. Magától megszólal a város negyven székesegyházának harangja, és sűrű, áthatolhatatlan, mindent elfedő pára ereszkedik az utcákra. Nagy-Kityezs láthatatlanná vált.
2. kép: Kutyerma Nagy-Kityezs határához vezeti a lázadókat. Az est leszálltával az addig előttük magasodó hegy hirtelen eltűnik a szemük elől. Mivel azt hiszik, hogy csak a képzeletük játszik velük, úgy döntenek, megvárják a hajnalt. A tatárok tábort vernek, Kutyermát egy fához kötözik. Begyaj és Burundaj is magának követeli a szép Fevronyiját, és mivel nem tudnak megállapodni, összeverekednek. Burundaj megöli Begyajt, de annyira lerészegedett, hogy nem tudja kihasználni győzelmét, elalszik. Fevronyiját egy égi sugallat tájékoztatja, hogy vőlegénye meghalt. Ez csak megerősíti a lányt, s most már úgy érzi, hogy ő az egyetlen, aki megakadályozhatja Nagy-Kityezs elfoglalását. Miközben szüntelenül a város megmentéséért fohászkodik, sikerül kiszabadítania magát, ezután Kutyermához lopódzik, és az ő kötelékeit is eloldja. Kihasználva a tatárok részegségét, a közeli erdőbe menekülnek.
Félelmétől, otromba viselkedéséről és az ellenséggel szemben tanúsított gyáva viselkedésétől Kutyerma megzavarodik. Zavara tovább erősödik, amikor az erdő csendjét láthatatlan harangok zúgása veri fel. Nem veszi észre, hogy a tó vize megváltozik, s azon a kityezi templomok látképe tükröződik vissza. A váratlan látomástól, a templomtornyoktól visszaverődő vakító fényű látványától a tatároknak inukba száll a bátorságuk és hanyatt-homlok elmenekülnek.

### IV. felvonás

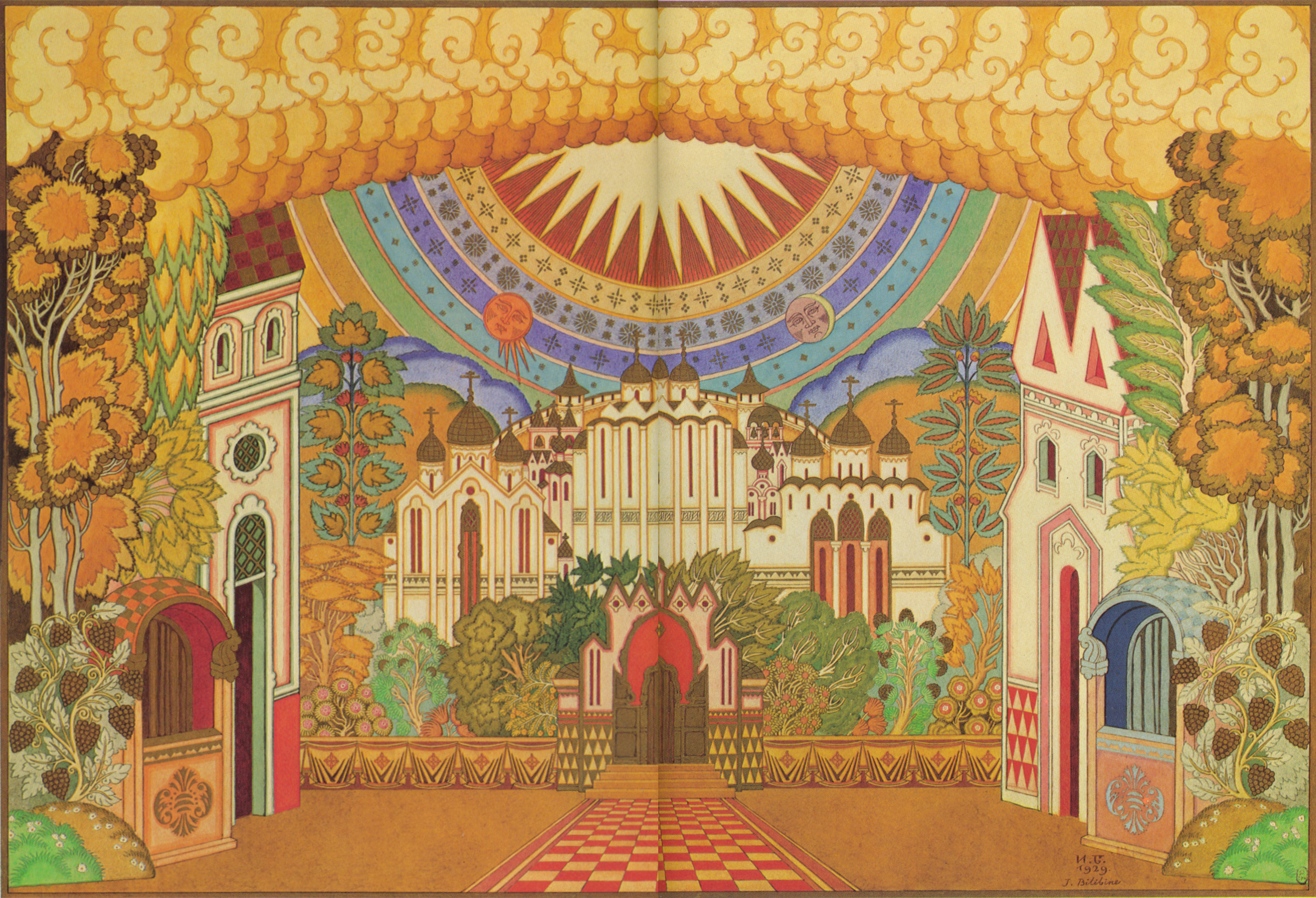
Ivan Jakovlevics Bilibin díszletterve a IV. felvonás 2. képéhez (1929)

1. kép: Az egyre jobban megtébolyult Kutyerma magára hagyja a bolyongástól meggyengült Fevronyiját. A lány összeesik a fáradtságtól, önkívületi állapotba kerül és látomása lesz. Hirtelen a paradicsomban találja magát. Alkonoszty hangját hallja, amint közeli halálát jövendöli meg. Megjelenik a halott vőlegény, Vszevolod szelleme is. Ezután Szirin tűnik fel, és mindkettőjüknek örök boldogságot és égi jutalmat jósol. Az álom egy újabb fordulatában, a zenekari közjáték alatt, Vszevolod kézen fogja a lányt, és a láthatatlan Nagy-Kityezs felé vezeti.
2. kép: Hirtelen eloszlik a mindent beborító köd, és Fevronyija szemei előtt feltűnik Nagy-Kityezs városa. Ekkor eszébe jut a szerencsétlen Kutyerma, aki belepusztult az árulásba. Ha tehetné, üzenetet küldene neki: térjen vissza, szeretett városa megmenekült. Hirtelen egy fényes menet élén, ünnepi díszben, megjelenik Vszevolod is. Boldogan ölelik meg egymást, majd kézen fogva a székesegyházhoz mennek. Kinyílik a templom kapuja, és kilép rajta Jurij herceg, aki áldását adja az ifjú párra.

## Az opera zenéje
Az opera átkomponált szerkezete sok tekintetben Wagner hatását tükrözi. A zenekari részletekben visszaköszön a Parsifal „Nagypénteki varázsa”, a walkürök lovaglása, vagy a Siegfried „Erdőzsongása”. A zene azonban nem szolgálja minden tekintetben tökéletesen a fennkölt eszmék érvényesülését. Ennek legfőbb oka eklektikus hangzásvilága. Rimszkij-Korszakov ezúttal egyaránt felhasználta zenedráma, a nagyopera és az orosz népdalok jellegzetes zenei megoldásait. Az esetek többségében a drámai csúcspontok sincsenek jól kidolgozva. Ugyanakkor az is igaz, hogy Fevronyija ábrázolásakor a zeneszerző egyetlen más operájában sem fellelhető szellemi forrásokat nyitott meg.

## Hangfelvételek
Jurij herceg – Nyikolaj Ohotinyikov, Vszevolod – Jurij Maruszin, Fevronyija- Galina Gorcsakova, Griska Kutyerma – Vlagyimir Galuzin, Pojarok – Nyikolaj Putyilin, Apród – Olga Korzsenyszkaja, Begyaj – Bulat Minyelkijev, Burundaj – Vlagyimir Ognovienko, Szirin – Tatjana Kravcsova, Alkonoszty – Larisza Gyadkova. Közreműködik: a Mariinszkij Színház ének- és zenekara. Vezényel: Valerij Gergijev. A felvétel helye és ideje: Szentpétervár, Mariinszkij Színház, 1994. február (élő előadások montázs felvétele). Kiadás: 1999 Philips 462 225-2 3 CD DDD Stereo